# Liste der Gouverneure von Curaçao

Standarte des Gouverneurs

Nach der Auflösung der Niederländischen Antillen wurde Curaçao ein eigenständiges Land innerhalb des Königreichs der Niederlande.
Der Gouverneur vertritt die niederländische Krone als Staatsoberhaupt.
Der letzte Gouverneur der Niederländischen Antillen wurde auch der erste Gouverneur von Curaçao.
| # | Name (Lebensdaten)                                   | Amtsantritt       | Amtsabgabe        |
| - | ---------------------------------------------------- | ----------------- | ----------------- |
| 1 | Frits Goedgedrag (* 1951)                            | 10. Oktober 2010  | 24. November 2012 |
| – | Adèle van der Pluijm-Vrede (übergangsweise) (* 1952) | 24. November 2012 | 4. November 2013  |
| 2 | Lucille George-Wout (* 1950)                         | 4. November 2013  | im Amt            |